# Burg Wappersdorf
Die Burg Wappersdorf, auch Burgstall Wappersdorf falsch Burgstall Schweppermannsburg, ist eine abgegangene Höhenburg in der ehemals selbständigen oberpfälzischen Gemeinde Wappersdorf, heute einem Gemeindeteil der Gemeinde Mühlhausen im Landkreis Neumarkt in der Oberpfalz. Der Burgstall ist nach dem Bayerischen Landesamt für Denkmalpflege seit 2012 als Bodendenkmal (D-3-6834-0047) kartiert.

## Beschreibung

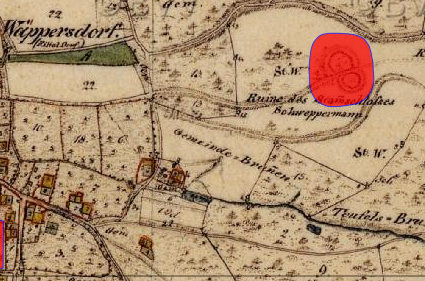
Lageplan von Burg Wappersdorf auf dem Urkataster von Bayern

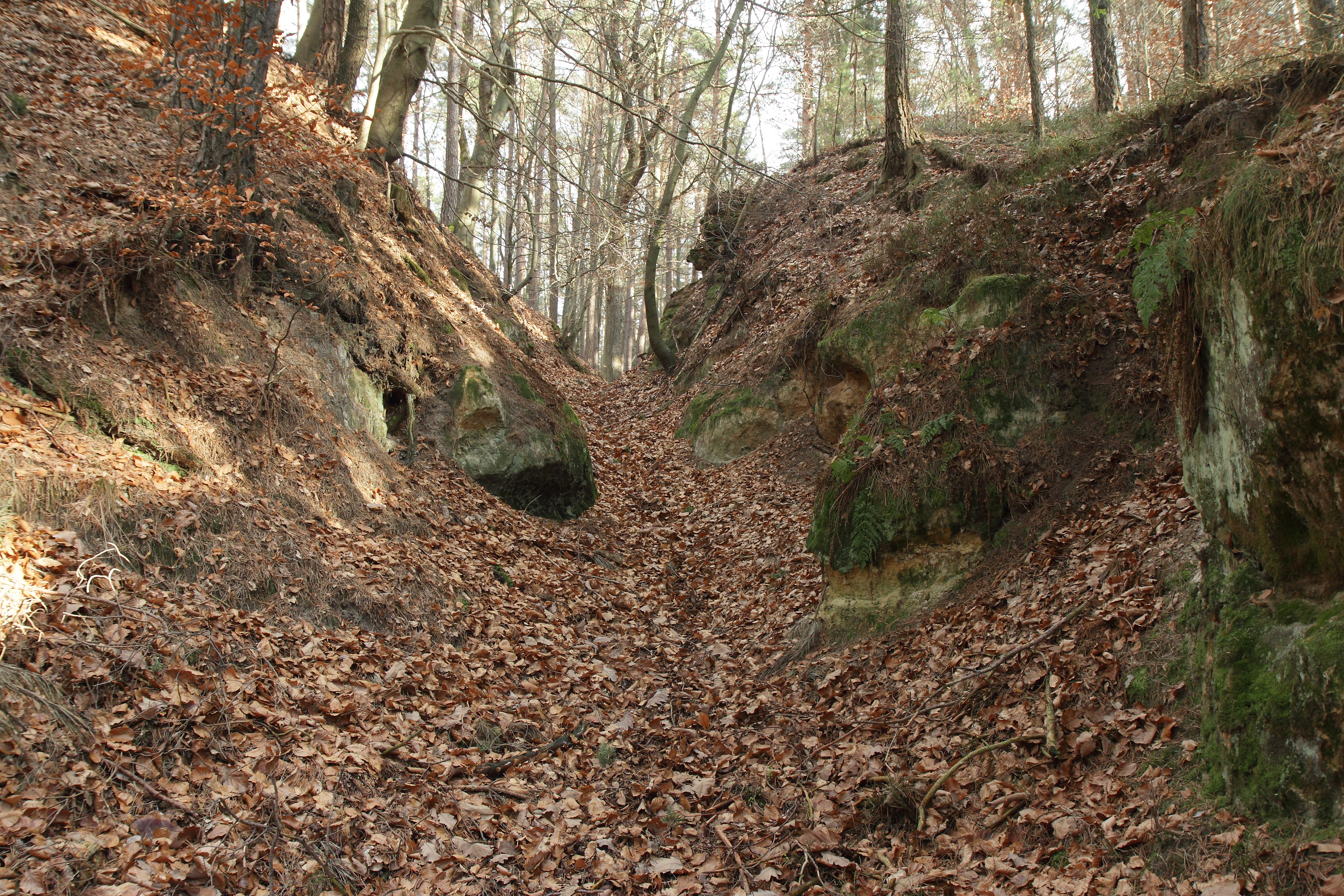
Seitenbegrenzung der Schweppenmannsburg

Der Burgstall befindet sich 350 m östlich von Wappersdorf auf einer mit Kiefern bestandenen Bergzunge, die gegen das Tal der Sulz vorspringt, und 1250 m nördlich von Weihersdorf; 150 m südlich liegt der sog. Teufelsbrunnen.
Der Burgstall mit einer Fläche von 14 × 18 m auf dem Burghügel wird von einem rechteckigen und talwärts offenen Graben abgeschlossen; der Graben ist 10 bis 15 m breit und etwa 2,5 m tief. Mauerreste sind nicht sichtbar; seit- und rückwärts sind tiefe, schluchtartige Hohlwege in die Hänge eingegraben.

Die kleine Burg überwacht einen von Sulzbürg kommenden Weg nach Döllwang bzw. ins Tal der Weißen Laaber.

## Geschichte
Die Vermutung des Freiherrn von Löwenthal, dass hier ein Stammsitz der Familie Schweppermann gewesen wäre, lässt sich nicht halten, wenn man die ältesten Schreibweisen des Ortsadels betrachtet: Der als Erstbeleg von Rädle zu 1130 zitierte Cuno von Wiprechtsdorf könnte der Hohenburger Dienstmann Cumpo de Wichprechtesdorf gewesen sein. Ein Nachkomme von ihm war wohl der Burchardus de Whichprechtesdorf, der zwischen 1170 und 1190 als Zeuge für die Schenkung des Edelherrn Helenbert II. von Leutenbach in Hallenhausen an das Regensburger Kloster Prüfening auftrat.
In Wappersdorf selbst konnten bis 1249 die Reichsministerialen von Sulzbürg Fuß fassen und bei der Gründung des Klosters Seligenporten dorthin einen Hof schenken. Dazu passt, dass deshalb auch Rudolf von Wepretsdorf 1249 als ihr Zeuge im neu gegründeten Kloster auftrat, gemeinsam mit dem ehemaligen Leutenbacher Dienstmann Ulrich von Buchfeld. Rudolf war Dienstmann des Konrad von Sulzbürg hat für ihn vor 1261 eine Schenkung in Wangen getätigt. Danach gibt es keine Nachrichten mehr von der Familie der Wappersdorfer. Deshalb muss man annehmen, dass der Burgstall nachg 1260 verfallen ist.

## Varia
Die Bezeichnung Schweppermannsburg war Anlass für die Namensgebung für einen lokalen Schützenverein „Schweppermann“ in Wappersdorf.